# Mont Bierstadt
Pour les articles homonymes, voir Bierstadt.
Le mont Bierstadt, en anglais Mount Bierstadt, est un sommet montagneux américain dans le comté de Clear Creek, au Colorado. Il culmine à 4 285 mètres d'altitude dans la Front Range. Il est protégé au sein de la forêt nationale de Pike et de la Mount Evans Wilderness.